# Koralai Pattu (DS Division)
Die D.S. Koralai Pattu ist eine Division (offiziell Divisional secretary’s division) im sri-lankischen Distrikt Batticaloa. Zwar ist der Sitz der Verwaltung Valaichchenai, von dieser Stadt gehört allerdings nur der Ostteil zur Division.

## Geografie
Die Division erstreckt sich über das Gebiet zwischen der Stadt Valaichchenai im Westen und dem Golf von Bengalen im Osten. In Nord-Süd-Richtung reicht sie vom südlichsten Ort Kinnaiady bis zum nördlichsten Ort Nasivanthivu, der als einziger Ort der Division auf der Seite nördlich der Lagune von Valaichchenai liegt. Die Stadt Valaichchenai ist aufgrund von Segregation in zwei Teile geteilt, wovon der kleinere Teil, wo überwiegend Tamilen leben, zur Division Koralai Pattu gehört, während der überwiegend muslimische Teil den Großteil der Division Koralai Pattu Central bildet. Ein wichtiger Ort in der Division ist das an der Küste gelegene Kalkudah, zu dem auch Pasikudah gehört. Dieser Ort ist mittlerweile touristisch entwickelt.
Das Gebiet ist sehr flach und die höchste Erhebung ist unter fünf Meter hoch. Die gesamte Küstenlänge beträgt 13,06 Kilometer. Das Klima ist trocken, es fällt nur spärlich Regen. Der Jahresniederschlag von 864 bis 2897 Millimeter ist im Vergleich mit anderen Regionen Sri Lankas gering. Ein Großteil der Menge fällt während der Monsunzeit. Die Sonnenstunden schwanken zwischen 5,6 und 9 pro Tag.

## Bevölkerung
In der Division Koralai Pattu gibt es einen leichten Frauenüberschuss. Den 11.169 Männern stehen mit Stand 2012 12.207 Frauen gegenüber. Mit 11.403 Personen, die noch nie verheiratet waren, macht diese Bevölkerungsgruppe ungefähr 50 % aus. Von den 10.088 verheirateten Personen waren nur 8.460 in einer offiziell registrierten Ehe. Die meisten Einwohner waren zwischen 15 und 19 Jahre alt. Seit dem Ender der 1990er-Jahre nimmt die Kinderzahl ab. So gibt es nur 2.209 zwischen 0 und 4 Jahre alte Kinder, aber 2.638 zwischen 15 und 19 Jahre alte Jugendliche.

### Bildung
Es gab 2010 7.099 Schüler, die von 288 Lehrern unterrichtet wurden. Davon waren 48 % männliche Schüler und 52 % Schülerinnen. Laut des Divisional Secretariat gibt es in den Schulen der Division einen Mangel an Lehrern für die Fächer Englisch, Naturwissenschaften, Mathematikunterricht und Kunsterziehung.

### Ethnische Zusammensetzung
Obwohl die beiden überwiegend von Moors bewohnten Städte Oddamavadi und Valaichchenai direkt an die Division Koralai Pattu angrenzen, besteht die Bevölkerung der Division fast vollständig aus Sri-Lanka-Tamilen. Daran lässt sich eine starke Segregation in der Region feststellen, da alle Siedlungen sehr streng nach Ethnie getrennt sind. Da in der Stadt Valaichchenai auch einige Sri-Lanka-Tamilen wohnen, hat man den Teil westlich der Hauptstraße der Division Koralai Pattu Central zugeordnet, während der östliche Teil ein Teil der Division Koralai Pattu ist, weil die Division von Tamilen bewohnt wird. Aufgrund dieser Orientierung an der ethnischen Zusammensetzung bei der Einteilung der Divisionen beträgt der Anteil der Sri-Lanka-Tamilen 97,31 %. Somit ist die Division ethnisch außergewöhnlich homogen, obwohl die ethnische Zusammensetzung der Ostprovinz eigentlich sehr heterogen ist. Die größte Minderheit stellen die Singhalesen mit 1,59 %. Erwähnenswerte Minderheiten sind zudem die Indischen Tamilen, die Burgher und die Moors.
| Ethnie            | Anzahl | Anteil  |
| ----------------- | ------ | ------- |
| Sri-Lanka-Tamilen | 22.747 | 97,31 % |
| Singhalesen       | 371    | 1,59 %  |
| Indische Tamilen  | 93     | 0,40 %  |
| Burgher           | 85     | 0,36 %  |
| Moors             | 77     | 0,33 %  |
| Sri-Lanka-Chettys | 1      | 0,00 %  |
| Malaien           | 0      | 0,00 %  |
| Bharatha          | 0      | 0,00 %  |
| Andere            | 2      | 0,01 %  |
| Summe             | 23.376 | 100 %   |

### Religion
Anhand der ethnischen Zusammensetzung der Bevölkerung lassen sich auch Rückschlüsse auf die Verteilung der Religionen ziehen. Die größte Bevölkerungsgruppe, die Tamilen, sind Hindus. Deshalb stellen die Hindus auch die Mehrheit unter allen Religionen. Zudem passt der Anteil der Singhalesen mit 1,59 % zu den 1,24 % Buddhisten in der Division und der Anteil der Moors mit 0,33 % zu den 0,34 % Muslimen in Koralai Pattu. Die Burgher als letzte bedeutendere Minderheit sind überwiegend christlich. Obwohl nur 0,36 % der Einwohner Koralai Pattus dieser Ethnie angehören, leben in der Division 4.238 Christen. Das entspricht 18,13 % der Gesamtbevölkerung. Der Grund dafür ist, dass auch viele Menschen anderer ethnischer Zugehörigkeit durch Missionierung den christlichen Glauben angenommen haben. Die Mehrheit der Christen ist allerdings nicht katholisch, sondern gehört meist einer anglikanischen oder evangelischen Kirche an (z. B. Church of Ceylon oder Assemblies of God).
| Religion                    | Anzahl | Anteil  |
| --------------------------- | ------ | ------- |
| Hindus                      | 18.767 | 80,28 % |
| Christen (nicht-katholisch) | 3.274  | 14,01 % |
| Katholische Christen        | 964    | 4,12 %  |
| Buddhisten                  | 291    | 1,24 %  |
| Muslime                     | 79     | 0,34 %  |
| Andere                      | 1      | 0,00 %  |
| Summe                       | 23.376 | 100 %   |

## Verwaltungsgliederung
Die 27 Dörfer der Division werden in 12 Grama Niladharis eingeteilt, die jeweils von einem Vorsteher (offiziell officer) geleitet werden. Die Division Koralai Pattu wird in folgende Grama Niladharis eingeteilt:
- Kinnaiady
- Kumburumoolai
- Sunkankerny
- Meeravodai
- Karuwakkerny
- Kalmadu
- Kannakipuram
- Kalkudah
- Pethalai
- Puthukudyiruppu
- Valaichchenai (Tamil)
- Nasivanthivu

## Wirtschaft
Die Region ist wirtschaftlich eher schwach entwickelt. In der Division selbst arbeiten die meisten Menschen in der Landwirtschaft oder der Fischerei. Viele Familienbetriebe bauen Reis oder Gemüse an. Außerdem werden auch Obst oder Cashewbäume angepflanzt. Zwischen Valaichchenai und Pasikudah befindet sich ein großes Anbaugebiet für Kokosnüsse des Coconut Cultivation Boards der Regierung Sri Lankas. Landwirtschaftsbetriebe halten außerdem Milchvieh, Ziegen und Geflügel. Dazu kommen kleinere Industriebetriebe.